# Cephaloscyllium albipinnum
Cephaloscyllium albipinnum är en hajart som beskrevs av Last, Motomura och White 2008. Cephaloscyllium albipinnum ingår i släktet Cephaloscyllium och familjen rödhajar. IUCN kategoriserar arten globalt som nära hotad. Inga underarter finns listade i Catalogue of Life.